# Бодианга
Бодианга (фр. Bodianga) — деревня в Чаде, расположенная на территории региона Канем.

## География
Деревня находится в западной части Чада, к северо-востоку от города Мао, на высоте 339 метров над уровнем моря. Бодианга расположена на расстоянии приблизительно 247 километров к северо-северо-востоку от столицы страны Нджамены. Ближайшие населённые пункты: Делефианга, Гони-Гони, Гельтра, Кола-Кола, Би, Корофи, Фире.
Климат деревни характеризуется как аридный жаркий (BWh в классификации климатов Кёппена).

## Транспорт
Ближайший аэропорт расположен в городе Мао.